# Blue Jacket
Blue Jacket oder Weyapiersenwah (* um 1743; † um 1810) war ein Kriegshäuptling der Shawnee und lebte im Ohiogebiet. Er gehörte zu den erfolgreichsten indianischen Führern im Nordwest-Indianerkrieg (1785–1795), in dessen Verlauf verbündete Indianerstämme gegen die jungen Vereinigten Staaten kämpften.

## Leben
Über die Jugend Blue Jackets ist kaum etwas bekannt. Erste Erwähnung findet er in einem Bericht des britischen Missionars David Jones, der 1773 die Shawnee-Dörfer am Scioto River besuchte, zu denen auch Blue Jackets Town am Deer Creek gehörte. Im folgenden Jahr nahm Blue Jacket an der Schlacht von Point Pleasant teil und im Amerikanischen Unabhängigkeitskrieg kämpfte er auf der Seite der Briten. Als Folge der britischen Niederlage im Unabhängigkeitskrieg verloren die Shawnee ihren wichtigsten Verbündeten im Kampf um ihre Landrechte im Ohiogebiet. Eine Reihe von Verträgen zwischen den Amerikanern und Indianern, so die Verträge von Fort McIntosh 1785 und Fort Harmar 1789, definierten die Grenzen zum Indianerland neu. Einige Stämme, unter ihnen die Shawnee, Mingo und Delaware, gaben den Widerstand gegen die weißen Eindringlinge nicht auf, was zum Nordwest-Indianerkrieg führte.

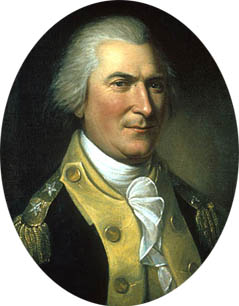
Porträt von Arthur St. Clair

Ein Bündnis mehrerer Indianerstämme unter den Häuptlingen Blue Jacket und Little Turtle brachte den Amerikanern unter Gouverneur Arthur St. Clair am 4. November 1791 in der Schlacht am Wabash River eine vernichtende Niederlage bei, die für die Vereinigten Staaten einen schweren Rückschlag im Kampf gegen die Indianerstämme des Nordwestens bedeutete. Erst 1795, nachdem die Indianer die Schlacht bei Fallen Timbers verloren hatten, war der Krieg zu Gunsten der Vereinigten Staaten entschieden. Blue Jacket gehörte zu den Unterzeichnern des Vertrags von Greenville vom 3. August 1795, in dem die Shawnee den größten Teil ihres Landes in Ohio an die Amerikaner abtreten mussten.
Danach lebte Blue Jacket eine Zeitlang bei Fort Wayne, später zog er an den Auglaize River und um 1801 war er am Detroit River zu finden. Zweifellos besuchte er auch Fort Malden, das heutige Amherstburg, denn dort wurden von den Briten Geschenke an die Indianer südlich der kanadischen Grenze verteilt. Im Juli 1805 unterzeichnete er den Vertrag von Fort Industry, in dem Teile des nördlichen Ohio an die Amerikaner abgetreten wurden. Schon frühzeitig machte er die Bekanntschaft mit Tecumseh und dem Propheten Tenskwatawa und wohnte zeitweilig in ihrer Nähe in Greenville. 1807 besuchte Blue Jacket die Regierung Ohios in Chillicothe als einer der indianischen Abgesandten.